# Cubillo del Campo
Cubillo del Campo ist eine 101 Einwohner (Stand: 2024) zählende Gemeinde der Provinz Burgos in der Autonomen Gemeinschaft Kastilien-León (Castilla y León), Spanien. Sie gehört zur Comarca Alfoz de Burgos.

## Lage
Cubillo del Campo liegt etwa 20 Kilometer südsüdöstlich vom Stadtzentrum von Burgos am Río Carabidas. Durch die Gemeinde führt eine Kulturroute: der Camino del Cid.

## Bevölkerungsentwicklung
| Jahr      | 1970 | 1981 | 1991 | 2001 | 2011 | 2021 |
| Einwohner | 160  | 86   | 76   | 80   | 102  | 102  |

## Sehenswürdigkeiten

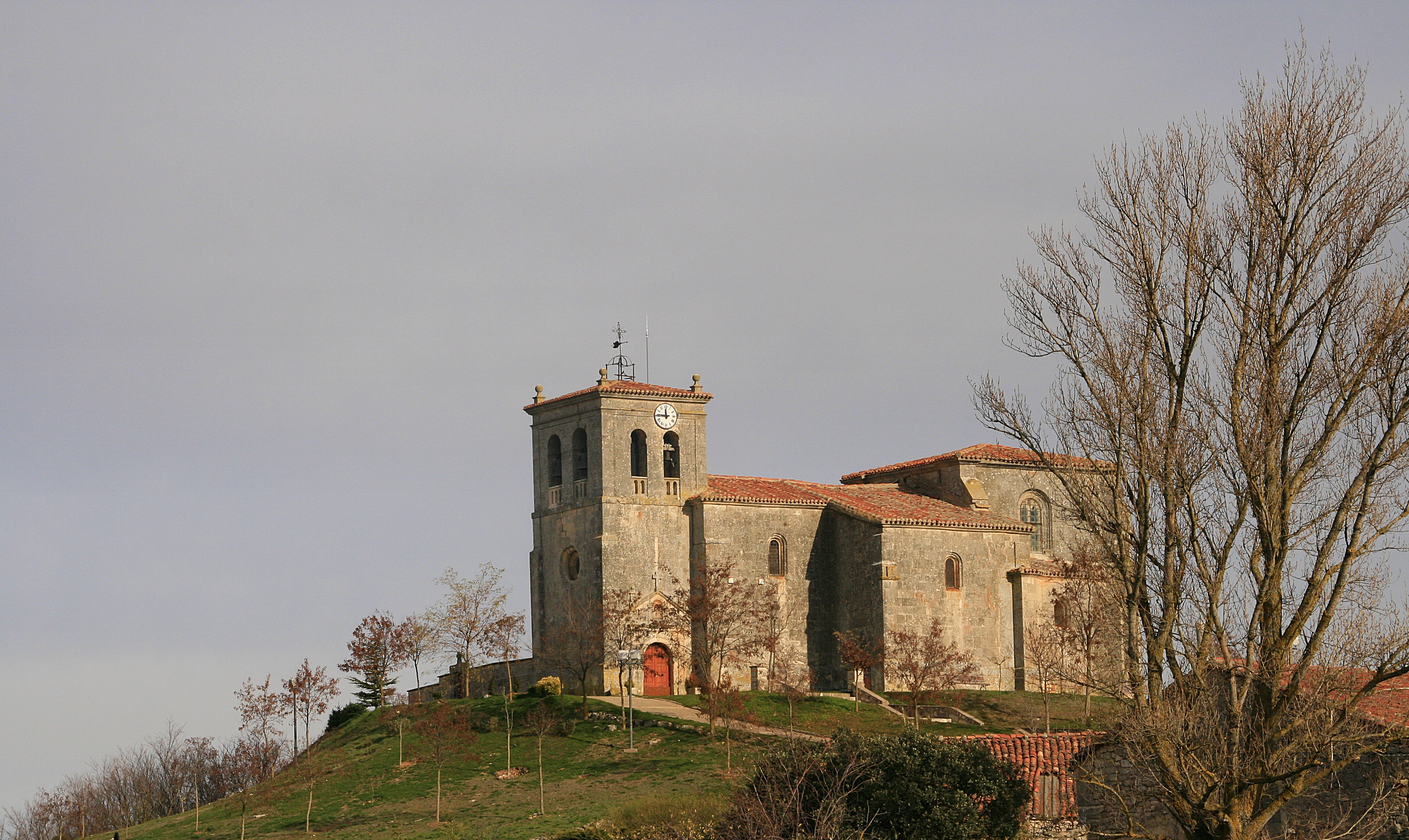
Kirche San Pedro
- Kirche Santa Marina
- Monument Letrero Camino del Cid

- Kirche San Pedro